# Грин, Уильям Говард
Уильям Говард Грин (англ. William Howard Greene; 16 августа 1895, Кент, Род-Айленд — 28 февраля 1956, Лос-Анджелес, Калифорния) — американский кинооператор. Лауреат премии «Оскар» за лучшую операторскую работу в фильме «Призрак Оперы».

## Биография
Родился 16 августа 1895 года в штате Род-Айленд, США. Начал работать кинооператором с 1927 года. Был помощником оператора на съёмках фильмов «Доктор Икс» и «Тайна музея восковых фигур». Известен по фильмам «Ничего святого» и «Звезда родилась» режиссёра Уильяма Уэллмана, а также по картинам «Приключения Робин Гуда», «Цветы в пыли», «Призрак Оперы» и «Когда миры столкнутся».
Умер 28 февраля 1956 года в Лос-Анджелесе, США.

## Избранная фильмография
- 1936 — Тропинка одинокой сосны / The Trail of the Lonesome Pine (реж. Генри Хэтэуэй)
- 1937 — Ничего святого / Nothing Sacred (реж. Уильям Уэллман)
- 1937 — Звезда родилась / A Star Is Born (реж. Уильям Уэллман)
- 1938 — Приключения Робин Гуда / The Adventures of Robin Hood (реж. Майкл Кёртис, Уильям Кейли)
- 1939 — Частная жизнь Елизаветы и Эссекса / The Private Lives of Elizabeth and Essex (реж. Майкл Кёртис)
- 1941 — Цветы в пыли / Blossoms in the Dust (реж. Мервин Лерой)
- 1942 — Книга джунглей / Rudyard Kipling’s Jungle Book (реж. Золтан Корда)
- 1942 — Арабские ночи / Arabian Nights (реж. Джон Роулинз)
- 1943 — Призрак Оперы / Phantom of the Opera (реж. Артур Лубин)
- 1944 — Не могу не петь / Can’t Help Singing (реж. Фрэнк Райан)
- 1951 — Когда миры столкнутся / When Worlds Collide (реж. Рудольф Мате)

## Награды и номинации
- Премия «Оскар» за лучшую операторскую работу
  - Номинировался в 1940 году совместно с Солом Полито за фильм «Частная жизнь Елизаветы и Эссекса»[2]
  - Номинировался в 1941 году совместно с Виктором Мильнером за фильм «Северо-западная конная полиция[англ.]»[3]
  - Номинировался в 1942 году совместно с Карлом Фройндом за фильм «Цветы в пыли»[4]
  - Номинировался в 1943 году за фильм «Книга джунглей»[5]
  - Номинировался в 1943 году совместно с Милтоном Р. Краснером и Уильямом В. Сколлом за фильм «Арабские ночи»[5]
  - Лауреат 1944 года совместно с Хэлом Мором за фильм «Призрак Оперы»[6]
  - Номинировался в 1952 году совместно с Джоном Ф. Зейтцом за фильм «Когда миры столкнутся»[7]

- Премия «Оскар» за выдающиеся заслуги в кинематографе.
  - Памятная табличка в 1937 году совместно с Гарольдом Россоном за цветные киносъёмки в фильме «Сады Аллаха».
  - Памятная табличка в 1938 году за цветные съемки в фильме «Звезда родилась».